# ليمينغتون (فيرمونت)
ليمينغتون (بالإنجليزية: Lemington, Vermont)‏ هي بلدة تقع في مقاطعة إسيكس (فيرمونت) بولاية فيرمونت في الولايات المتحدة. تأسست عام 1762، تبلغ مساحتها 91.3 (كم²)، وترتفع عن سطح البحر 631 م، بلغ عدد سكانها 107 نسمة في عام 2000 حسب إحصاء مكتب تعداد الولايات المتحدة وتصل الكثافة السكانية فيها 1.2 نسمة/كم2.

## وصلات خارجية
- The US50 - Cities and Towns in Vermont State
- Vermont Cities and Towns, Facts, Map, Flag, Colleges, Government, and More